# معضلات الإنصاف
تنشأ معضلات الإنصاف عندما تضطر مجموعات لاتخاذ قرارات بشأن كيفية تقاسم مواردها أو مكافآتها أو إيراداتها. ونظرًا لأن الموارد محدودة، تحتاج المجموعات لاتخاذ قرار بشأن السبل العادلة لتقسيمها على أعضائها. ويتم تحديد هذه الأحكام الإنصافية بأشكال إجرائية وتوزيعية من العدالة الاجتماعية. وعندما لا يتم تقاسم الإيرادات وفقًا لهذه القواعد، تنشأ الصراعات.

## العدالة الإجرائية
تتناول العدالة الإجرائية الأساليب المستخدمة في اتخاذ القرارات بشأن تخصيص موارد المجموعات. وتنشأ المشاكل في هذا السياق عندما لا تلتزم المجموعات بالأساليب المتفق عليها لتوزيع هذه الموارد. وسوف تنشأ الصراعات عندما لا تكون الأساليب المستخدمة متسقة ولا شفافة ولا متفقًا عليها من قِبل المجموعة. السؤال المطروح من قِبل أعضاء المجموعة في هذا النوع من العدالة الاجتماعية هو «هل اتخذنا القرار بطريقة عادلة؟»

## العدالة التوزيعية
تتعامل العدالة التوزيعية مع كيفية توزيع المكافآت والتكاليف على أعضاء المجموعة. وقد تنشأ المشاكل في هذا السياق عندما تتم محاباة أعضاء معينين وإعطاؤهم باستمرار مكافآت مميزة أو تخصيص موارد لهم أكبر من الأعضاء الآخرين. على سبيل المثال، عند تقطيع الكعكة إلى قطع متساوية، ولكن شخصًا ما يشعر بأنه قد تلقى ظلمًا قطعة أصغر. والسؤال المطروح من قِبل أعضاء المجموعة في هذا النوع من العدالة الاجتماعية هو «هل حصلت على حصتي العادلة؟»

## قواعد التوزيع
هناك خمسة أنواع من قواعد التوزيع التي تساعد على الحفاظ على العدالة التوزيعية.
- الأسهم: عندما تستند نتائج الأعضاء إلى مساهماتهم في الجهد الجماعي. الشخص الذي أعطى المزيد من الوقت أو المال أو الطاقة أو المخاطر أو غير ذلك من المساهمات، يجب أن يحصل على نتائج أكثر من الشخص الذي ساهم بقدر أقل.
- المساواة: وهنا، يتلقى جميع أعضاء المجموعة حصة متساوية من الأرباح، بغض النظر عن مقدار مساهمتهم.
- القوة: الأفراد الذين يتمتعون بمكانة أو سلطة أعلى يحصلون على  المزيد في هذه الظروف. وهذا يشبه حالة المديرين الذين يتمتعون براتب أعلى من الأعضاء الأقل رتبة في فريق من الباحثين.
- الحاجة: مع هذه القاعدة، يتم تزويد الأشخاص ذوي الاحتياجات الأكبر بالكمية اللازمة من الموارد لتلبية احتياجاتهم.
- المسؤولية: هذه القاعدة تتعلق بشكل أساسي بأولئك الذين لديهم حصة أكبر مع أولئك الذين لديهم حصة أقل.[2]

## نتائج معضلات الإنصاف
يُعتبر توزيع الموارد (التي تكون في معظم الأحيان عبارة عن أموال) من الأسباب الشائعة في المجموعات. ويميل الأفراد إلى المطالبة بقواعد توزيع قائمة على المساواة عندما لم يكونوا قد ساهموا بنفس القدر في المجموعة. كما تميل المجموعات الأصغر إلى اعتماد قواعد مساواة، كما تفعل النساء. من ناحية أخرى، تفضل المجموعات الأكبر، وكذلك المجموعات التي تعتمد بشكل كبير على المساهمة المتخصصة للشخص الواحد، توزيع عادل للمجموعة.
عدم الإنصاف السلبي يحدث لأعضاء المجموعة الذين يشعرون بأنهم لا يتلقون المقابل العادل لمساهماتهم. وهذا غالبًا ما يؤدي إلى تدني جودة العمل وانخفاض في الجهد (ربما بسبب تأثير المصاص)، أو الانسحاب التام من المجموعة. في المقابل، تحدث عدم المساواة الإيجابية عندما يتلقى الأعضاء مقدارًا أكثر من الجهود التي قدموها. ويمكن أن يؤدي هذا إلى أن يزيد الفرد من جهوده ليستحق فعلاً ما يحصل عليه، ولكنه في كثير من الأحيان يؤدي إلى حدوث صراع في المجموعة.
يميل الأفراد إلى وجود دافع لديهم لتحقيق أقصى قدر من المكافآت، لذلك عندما يشعرون بأنهم يحصلون على أقل مما يستحقون فإنهم يتخذون موقفًا سلبيًا. على الجانب الآخر، عندما يشعر الأعضاء بأنه تتم مكافئتهم على مساهمتهم في المجموعة ويشعرون بأن المجموعة تخصص بشكل عادل هذه المكافآت، فإنهم يشعرون بالفخر والاحترام. يرى الأعضاء دافعًا لزملائهم في المجموعة لإعطاء مكافآت أقل، في حين من المرجح أن يعتقد الذين يحصلون على مكافآت أقل أنهم يمكن أن يحصلوا على مكافآت أكثر. يتشكل رد الفعل في الموقف السابق على نحو أكثر من خلال العدالة التوزيعية، في حين يتشكل رد الفعل الأخير بشكل أكثر من خلال العدالة الإجرائية.